# Plano de Sorgenfrey

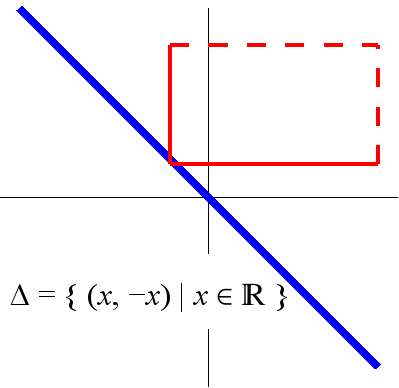
Plano de Sorgenfrey

En el ámbito de la topología, el plano de Sorgenfrey a menudo es mencionado como un contraejemplo de muchas conjeturas que parecerían plausibles. El mismo consiste del producto de dos copias de la línea de Sorgenfrey, que es la línea real {\displaystyle \mathbb {R} } bajo el intervalo topológico semiabierto. La línea y el plano de Sorgenfrey han sido nombrados en honor al matemático estadounidense Robert Sorgenfrey.
Una base del plano de Sorgenfrey, expresada como {\displaystyle \mathbb {S} }, es por lo tanto el grupo de rectángulos que incluyen el borde oeste, el vértice suroeste, y el borde sur, y omiten el vértice sureste, el borde este, el vértice noreste, el borde norte, y el vértice noroeste. Los conjuntos abiertos en {\displaystyle \mathbb {S} } son uniones de estos rectángulos.